# Temple de la renommée du football italien
Le Temple de la renommée du football italien, promu par la FIGC, est hébergé au Museo del calcio de Coverciano, en Italie. Son objectif est de promouvoir le patrimoine, l'histoire, la culture et les valeurs du football italien. Depuis 2011, de nouveaux membres sont ajoutés chaque année et sont divisés en catégories : footballeur italien, entraîneur italien, vétéran italien , footballeur étranger, arbitre italien, administrateur italien et honneurs posthumes. En 2014, la catégorie Football féminin a été ajoutée,.

## Intronisés par année
| Année | Footballeur italien  | Entraîneur italien           | Vétéran italien      | Arbitre italien                        | Administrateur italien | Footballeur étranger  | Football féminin    | Honneurs posthumes |
| ----- | -------------------- | ---------------------------- | -------------------- | -------------------------------------- | ---------------------- | --------------------- | ------------------- | --- |
| 2011  | Roberto Baggio       | Marcello Lippi Arrigo Sacchi | Gigi Riva            | Pierluigi Collina                      | Adriano Galliani       | Michel Platini France | Non attribué        | Ottorino Barassi Enzo Bearzot Fulvio Bernardini Giovanni Ferrari Artemio Franchi Giovanni Mauro Giuseppe Meazza Silvio Piola Vittorio Pozzo Gaetano Scirea Ferruccio Valcareggi |
| 2012  | Paolo Maldini        | Giovanni Trapattoni          | Dino Zoff            | Luigi Agnolin Paolo Casarin            | Giampiero Boniperti    | Marco van Basten      | Non attribué        | Concetto Lo Bello Valentino Mazzola Nereo Rocco Angelo Schiavio |
| 2013  | Franco Baresi        | Fabio Capello                | Gianni Rivera        | Sergio Gonella Cesare Gussoni          | Massimo Moratti        | Gabriel Batistuta     | Non attribué        | Eraldo Monzeglio |
| 2014  | Fabio Cannavaro      | Carlo Ancelotti              | Sandro Mazzola       | Stefano Braschi                        | Giuseppe Marotta       | Diego Maradona        | Carolina Morace     | Giacomo Bulgarelli Carlo Carcano Ferruccio Novo |
| 2015  | Gianluca Vialli      | Roberto Mancini              | Marco Tardelli       | Roberto Rosetti                        | Corrado Ferlaino       | Ronaldo               | Patrizia Panico     | Umberto Agnelli Giacinto Facchetti Helenio Herrera |
| 2016  | Giuseppe Bergomi     | Claudio Ranieri              | Paolo Rossi          | Graziano Cesari (révoqué par la suite) | Silvio Berlusconi      | Paulo Roberto Falcão  | Melania Gabbiadini  | Giulio Campanati Cesare Maldini Nils Liedholm |
| 2017  | Alessandro Del Piero | Osvaldo Bagnoli              | Bruno Conti          | Non attribué                           | Sergio Campana         | Ruud Gullit           | Elisabetta Vignotto | Stefano Farina Italo Allodi Renato Dall'Ara Árpád Weisz Azeglio Vicini |
| 2018  | Francesco Totti      | Massimiliano Allegri         | Giancarlo Antognoni  | Nicola Rizzoli                         | Antonio Matarrese      | Javier Zanetti        | Milena Bertolini    | Amedeo Amadei Gianni Brera Giuseppe Viani |
| 2019  | Andrea Pirlo         | Carlo Mazzone                | Gabriele Oriali      | Alberto Michelotti                     | Antonio Percassi       | Zbigniew Boniek       | Sara Gama           | Pietro Anastasi Luigi Radice |
| 2021  | Alessandro Nesta     | Antonio Conte                | Antonio Cabrini      | Gianluca Rocchi                        | Giovanni Sartori       | Karl-Heinz Rummenigge | Barbara Bonansea    | Vujadin Boškov Fino Fini Romano Fogli Armando Picchi Luigi Simoni |
| 2022  | Gianfranco Zola      | José Mourinho                | Alessandro Altobelli | -                                      | Ernesto Pellegrini     | Zinédine Zidane       | Cristiana Girelli   | Egri Erbstein Siniša Mihajlović |
| 2023  | Daniele De Rossi     | Luciano Spalletti            | Roberto Boninsegna   | -                                      | Ariedo Braida          | Andriy Chevtchenko    | Valentina Giacinti  | Agostino Di Bartolomei Vincenzo D'Amico Manlio Scopigno |